# Teije de Vos
Teije de Vos (Kortezwaag, 28 februari 1948) is auteur van testen en toetsen voor het onderwijs. Hij begon als onderwijzer en werd vervolgens 'hoofd der school'. Hij studeerde af als psychodiagnostisch geschoold orthopedagoog (leerstoornissen) aan de Rijksuniversiteit Groningen en vervulde daarna meerdere onderwijsgerelateerde functies. Sinds 2000 was hij uitgever (Eduforce) van onder meer door hem zelf ontwikkelde testen en toetsen.
Zijn bekendste test, met op het hoogtepunt ruim 1 miljoen afnamen per jaar, is de Tempo Test Rekenen (1992), die op nagenoeg elke basisschool in Nederland in gebruik is, alsmede in Vlaanderen en het buitenland (onder meer in vluchtelingenkampen). In 2010 is de test opgevolgd door de TempoTest Automatiseren (TTA), die tevens diagnostische mogelijkheden bevat. Verder is in Nederland zijn leerlingvolgsysteem, het BOOM LVS, bekend.

## Cumulatietoetsen
In tegenstelling tot de toetsen van de andere leerlingvolgsystemen (waaronder Cito) waarbij doorgaans gebruik wordt gemaakt van domeintoetsen, zijn de toetsen van De Vos - daar waar mogelijk - cumulatief van aard:
- ze zijn van gemakkelijk naar moeilijk opgebouwd
- de (zwakke) leerling wordt daardoor niet gefrustreerd (er kan altijd gescoord worden)
- ze laten daardoor zien wat de leerling wél kan en niet wat de leerling niet kan
- ze kunnen in één toetsbeurt het eindniveau in beeld brengen
- ze zijn herhaald afneembaar in meerdere groepen (de leerling kan bij de volgende afname méér)
- ze kunnen in bijna elke onderwijsmaand worden afgenomen
- ze kunnen bij een volgende afname een vooruitgang laten zien
- de leerling kan dus (ook) met zichzelf worden vergeleken
- ze kunnen met behulp van de didactische leeftijd (DL) en het didactisch leeftijdsequivalent (DLE) het niveau onder meer uitdrukken in maanden achterstand of voorsprong

De meettechniek met behulp van het didactisch leeftijdsequivalent (DLE) en de daaruit afgeleide DLE-schalen was lange tijd bepaald niet onomstreden: het zou psychometrisch onzuiver zijn. Behoedzaamheid bij het gebruik van DLE's blijft daarom geboden. Dat geldt in mindere mate voor de gebruikelijke deviatieschalen (geven de afwijking van het gemiddelde aan) die doorgaans worden toegepast bij domeintoetsen (een deel van de leerstof, bijvoorbeeld de stof voor de tweede helft van groep 6, wordt getoetst). Het bezwaar daarvan is echter dat de test alleen op het normeringsmoment kan worden afgenomen en dat de leerling heel veel fouten maakt wanneer hij die stof op dat moment nog niet beheerst.
Ondanks de kritische benadering van de meettechniek worden DLE's onderhand op elke basisschool gebruikt en zijn ze zelfs wettelijk verplicht bij het aanmelden van leerlingen voor het PraktijkOnderwijs en het LeerWegOndersteundendOnderwijs. Het niveau kan met DLE's namelijk worden uitgedrukt in maanden achterstand of voorsprong en dat communiceert gemakkelijk (ook naar de ouders van de leerlingen). Daarbij moet worden aangetekend dat men niet de illusie moet hebben dat de 'achterstand' in alle gevallen kan worden ingehaald. De oorzaak ligt namelijk dikwijls in minder dan gemiddelde mogelijkheden van de leerling.
Gerard Melis, die samen met De Vos een grote bijdrage leverde aan het implementeren van de DLE's in Nederland, en de methodologen Paul Oosterveld en Johan Schokker nuanceren en weerleggen in Nuttig normsysteem onterecht onder vuur de kritiek.
Zij benadrukken het volgende:
- DLE's brengen leervorderingen in beeld (en niet de positie van de leerling ten opzichte van medeleerlingen)
- DLE's geven een beschrijving van de norm (en niet van de positie van de leerling in het -inhoudelijk- leertraject)

Bovendien raden zij aan ook andere normsoorten in het oordeel te betrekken en voegen daar voorbeelden aan toe die duidelijk maken dat het kijken vanuit meerdere invalshoeken het oordeel aanmerkelijk versterkt.
Sinds 2007 kennen de schoolvaardigheidstoetsen van De Vos naast de DLE-schalen ook deviatieschalen (Cito), percentielen, T-scores e.d.; de DLE-schalen worden vanaf dat jaar gemaakt met nieuwe (geautomatiseerde) regressietechnieken. De reeks kent bovendien continue leeftijdsnormen op basis van onderwijsmaand (naar Peter Tellegen). Het grote voordeel van deze wijze van normeren is dat de toetsen dan in (vrijwel) elke onderwijsmaand zijn af te nemen. De basis voor de ontwikkeling van continue normen is regressie-analyse, waarbij de toetsscore normaal gesproken wordt gemodelleerd als functie van de leeftijd, maar gezien de doelstelling van de toetsen -het bepalen van schoolvaardigheid- is bij deze toetsen gekozen voor modellering op basis van onderwijsmaand. Bij de nieuwe Schoolvaardigheidstoets Spelling (2015) wordt voor het eerst op het 'Individueel Rapport' ook de vaardigheidsscore gegeven. In het vernieuwde Boom LVS (2019), waarin o.m. de schoolvaardigheidstoetsen zijn opgenomen, worden bij alle toetsen naast de genoemde schalen ook de vaardigheidsscores en referentieniveaus gerapporteerd.

## Schoolvaardigheidstoetsen / Boom LVS (kenmerken)
De Schoolvaardigheidstoetsen, thans Boom LVS toetsen, beperken zich tot de kern van de vaardigheid.
- Technisch Lezen: het voorlezen van een tekst die opklimt in moeilijkheid (van korte zinnetjes met eenvoudige woordjes tot langere zinnen met moeilijke woorden), dit in tegenstelling tot het oplezen van 'losse' woorden in betekenisloos verband. Score: aantal goed gelezen woorden in een minuut. Op veler verzoek werd daar, als alternatief voor de DMT van Cito, in 2022 een woordenleestest aan toegevoegd (zie Bibliografie).
- Hoofdrekenen: het uit het hoofd uitrekenen van de (in moeilijkheid opklimmende) hoofdbewerkingen (plus, min, keer en deel) tot 100. Score: aantal goed gemaakte sommen in vijf minuten.
- Spelling: het foutloos opschrijven van een (in een zin) voorgelezen woord, dit in tegenstelling tot andere vormen zoals meerkeuzevragen ('welk woord is goed geschreven?'). Score: aantal goed geschreven woorden.
- Begrijpend Lezen: het beantwoorden van vragen over beknopte teksten, dit in tegenstelling tot lange/complexe teksten. Score: aantal goede antwoorden.
- Rekenen Wiskunde: het uitrekenen van (kale) sommen en enkele sommen in een beknopt weergegeven context, dit in tegenstelling tot sommen die 'verborgen' zijn in een complexe tekst. Score: aantal goed gemaakte sommen. Op veler verzoek werd daar in 2024 een contextrijke versie aan toegevoegd, met weliswaar nog beknopte tekst maar met veel illustraties.

De toetsen van het Boom LVS zijn (volledig) herziene versies van de Schoolvaardigheidstoetsen en zijn continue genormeerd, hetgeen betekent dat de toetsen in nagenoeg elke onderwijsmaand kunnen worden afgenomen. Het afnemen van de toetsen van bijvoorbeeld het Cito is beperkt tot een tweetal periodes (midden en eind) van het schooljaar.
De overige toetsen van De Vos voor diagnostische doeleinden en voor het meten van de leerpotentie en leermotivatie zijn in 2020 geïntegreerd in het Boom LVS. Het systeem kent de fases 'Verwachten' (wat kunnen we van de leerling verwachten op basis van de gemeten mogelijkheden), 'Volgen' (wat zijn de resultaten) en 'Verdiepen' (waar wringt de schoen bij gebleken achterstanden). Verder is het systeem ingedeeld in een ‘Kern’ met de wettelijk verplichte toetsen voor Reken-Wiskunde, Begrijpend Lezen en Spelling en de overige niet wettelijk verplichte toetsen die het pakket ‘Compleet’ maken. Verder werkt de uitgever aan een uitbreiding van het LVS. Zo verscheen er in 2022 Boom LVS Technisch Lezen Woorden als alternatief voor de DMT van Cito. Ook werden in dat jaar een aantal toetsen gedigitaliseerd.

## Ontwikkelingsperspectief
Sinds 2004 maakte De Vos met het verschijnen van de Begintest, de Tussentest de Drempeltest en de LeerMotivatieTest werk van de ontwikkeling waarbij de school naast het vaardigheidsniveau van de leerling ook de aanleg en de persoonlijkheidskenmerken in beeld brengt. Dit om na te gaan of eruit komt wat erin zit. Al vroeg in de schoolloopbaan wil hij door het testen van de aanleg (met bijvoorbeeld de Begintest* al in de tweede helft van groep 2) een ontwikkelingsperspectief van de leerling schetsen om te voorkomen dat er onnodig aan de leerling wordt 'gedokterd'. Het nastreven van een onrealistisch niveau is namelijk voor zowel het kind als de ouders erg frustrerend. Anderzijds kan de leerling met veel potentie en een teleurstellend vaardigheidsniveau worden gestimuleerd. Met andere woorden: een 'vwo-klant' moet ook naar het vwo, maar een leerling met een meer praktische instelling is beter af op bijvoorbeeld het vmbo-basis. In tegenstelling tot de vaardigheidstoetsen, die één à twee keer per jaar worden afgenomen, worden de aanlegtoetsen eens in de twee jaar afgenomen omdat intelligentie een vrij stabiele factor is. 
*) De Vos kwam hier in 2020 op terug vanwege de gebleken bezwaren van het zo vroeg groepsgewijs testen van leerlingen. De verkoop van de 'Begintest' werd gestaakt en vervangen door middelen voor individuele observaties.

## Opbrengstmeting
Met de materialen van De Vos kunnen de resultaten bij de verschillende vakken worden vergeleken met andere leerlingen, groepen en scholen. Bij het vergelijken met andere scholen strijdt hij tegen de huidige praktijk waarbij er door de onderwijsinspectie voornamelijk wordt gekeken naar het niveau van de resultaten (in beeld gebracht met bijvoorbeeld een Eindtoets Basisonderwijs, sinds 2024 Doorstroomtoets). Een score onder het landelijk gemiddelde wil in zijn ogen nog niet zeggen dat de school het slecht heeft gedaan: er moet ook gekeken worden naar de mogelijkheden (de aanleg/intelligentie) van de leerlingen. De onderwijsinspectie komt daaraan tegemoet door de scholen in te delen in een aantal schoolgroepen op basis van de leerlinggewichten, die een relatie hebben met het opleidingsniveau van de ouders. De Vos vindt dat dit beter kan op basis van de gemeten intelligentie van de leerlingen: De zoon van de dominee hoeft niet noodzakelijkerwijs slimmer te zijn dan de dochter van de stratenmaker ... (citaat van De Vos). Hij ontwikkelde daarvoor RIO (zie Bibliografie). Wanneer blijkt dat de school eruit gehaald heeft wat erin zit, moet het oordeel over de school voldoende luiden.

## Leerlingvolgsysteem
De wet- en regelgeving van 2014 (Wet Eindtoetsing PO en Toetsbesluit PO) biedt scholen naast de verplichting tot het hanteren van een leerling- en onderwijsvolgsysteem anderzijds veel ruimte voor de invulling daarvan. De Vos pleit daarom voor een sober systeem en vindt daarbij onderstaande toepassing ruim voldoende en voor de praktijk acceptabel. In groep 1 en 2 vindt hij het toepassen van landelijk genormeerde toetsen onwenselijk vanwege de vele bezwaren die eraan kleven. Hij wil zich daar beperken tot het (gestructureerd) observeren en registreren van in het bijzonder de functieontwikkeling. In groep 3 t/m 8 vindt hij eens per jaar toetsen met landelijk genormeerde, methodeonafhankelijke toetsen voldoende, omdat de methodegebonden toetsen en de observaties van de leerkracht er immers al voor zorgen dat de voortgang in de leerstof wordt bewaakt.
De landelijk genormeerde, methodeonafhankelijk toetsen zijn er namelijk voor om het niveau (de kwaliteit ten opzichte van de landelijke norm) te bewaken: 'Lopen we een beetje in de pas met onze manier van werken?' Verder zijn ze handig om voor de leerling het ontwikkelingsperspectief te bewaken. In de groepen 4 en 5 wordt overigens in november aanvullend het technisch lezen en hoofdrekenen getoetst, omdat die ontwikkeling daar veel sneller gaat. In groep 8 vindt het toetsen plaats in de eerste helft van het schooljaar, vanwege het vroegtijdig kunnen opmaken van een schooladvies en vanwege de doorstroomtoets die in februari wordt afgenomen. Om na te gaan of eruit gekomen is wat erin zit, kan in groep 6 of in groep 7/8 een klassikale intelligentietest worden afgenomen, waarmee tevens een (pré)advies VO kan worden geformuleerd. Aanvullend zou in groep 6/7/8 nog een test kunnen worden afgenomen, die iets zegt over de leermotivatie, het doorzettingsvermogen en het zelfvertrouwen. Hieronder een voorbeeld van een afnameschema, waarbij gekozen is voor een eenmalige afname per onderdeel per leerjaar.
Afnameschema leerling- en onderwijsvolgsysteem
| Groep | het hele jaar | september t/m januari      | februari t/m juni          |
| ----- | ------------- | -------------------------- | -------------------------- |
| 1     | observeren FO |                            |                            |
| 2     | observeren FO |                            |                            |
| 3     |               |                            | toetsen TL, HR, RW, SP     |
| 4     |               | toetsen TL en HR           | toetsen TL, HR, BL, RW, SP |
| 5     |               | toetsen TL en HR           | toetsen TL, HR, BL, RW, SP |
| 6     |               |                            | toetsen TL, HR, BL, RW, SP |
| 7     |               |                            | toetsen TL, HR, BL, RW, SP |
| 8     |               | toetsen TL, HR, BL, RW, SP | (febr.) doorstroomtoets    |

FO = functieontwikkeling, TL = technisch lezen, HR = hoofdrekenen, BL = begrijpend lezen, RW = rekenen/wiskunde, SP = spellen
Opmerking: De afname van de toetsen kan worden gespreid over de beschikbare onderwijsmaanden, zodat de toetslast zo gering mogelijk is: maximaal één toets per onderwijsmaand. Andere verdelingen over het jaar zijn mogelijk (bijvoorbeeld eens in de twee maanden een toets). Scholen die voor het wettelijk minimum gaan, kunnen zich beperken tot de 'Kern' (Reken-Wiskunde, Begrijpend Lezen en Spelling). Bij een eenmalige afname betekent dat drie toetsen per jaar.

## Teaching to the test
Om het fenomeen ‘teaching to the test’ te bestrijden, vindt hij dat de onderwijsinspectie voor haar vijf toetsmomenten zelf toetsen moet maken, waarvan de feitelijke inhoud (op basis van de referentieniveaus) bij de scholen niet bekend is. Ze moet de toetsen laten afnemen door eigen toetsassistenten, die de toetsmaterialen bij zich hebben, uitdelen, innemen en weer meenemen om ze te scoren. De toetsen hebben voor elke volgende afname een nieuwe inhoud en hoeven niet in elk leerjaar, maar om de drie jaar te worden afgenomen. Te denken valt aan een jaarlijkse afname in groep 4 en in groep 8. Voor de duidelijkheid dus niet in groep 1, 2 en 3, maar in groep 4 en niet in groep 5, 6 en 7, maar in groep 8. In het laatste geval zou de afname van de Doorstroomtoets kunnen vervallen, omdat op basis van de gegevens heel goed een aanvullend advies VO (naast dat van de school) kan worden geformuleerd. Op deze wijze krijgt de inspectie aanmerkelijk betrouwbaarder informatie over de kwaliteit van het onderwijs, waarmee bovendien aanvullend onderzoek kan worden gedaan (bijvoorbeeld het opsporen van hiaten). De scholen worden op deze wijze allemaal gelijk beoordeeld (scholen die voorheen oefenden voor de toets zijn niet meer in het voordeel). Oefenen voor de toetsen van het leerlingvolgsysteem hoeft niet meer, omdat de gegevens bestemd zijn ‘voor eigen gebruik’ (je gaat jezelf niet voor de gek houden). Zo blijven ook de normen stabieler. De scholen zouden rond het moment van het inspectieonderzoek zelf nog een intelligentietest kunnen afnemen om na te gaan of hetgeen eruit gekomen is overeenstemt met wat erin zit.
Overigens vindt De Vos dat het resultaat van het inspectieonderzoek niet aan de grote klok hoeft te worden gehangen. Dat geeft allerhande ongewenste effecten, waaronder de ondeugdelijke 'lijstjes' in de media. School en bestuur kunnen zelf beslissen hoe ze de (aspirant-)ouders van hun school willen informeren.